# Brié-et-Angonnes
Brié-et-Angonnes este o comună în departamentul Isère din sud-estul Franței. În 2009 avea o populație de 2.379 de locuitori.

## Evoluția populației
| An        | 1975  | 1982  | 1990  | 1999  | 2006  | 2009  |
| --------- | ----- | ----- | ----- | ----- | ----- | ----- |
| Populație | 1.511 | 1.617 | 1.619 | 1.833 | 2.267 | 2.379 |